# Ranunculus hebecarpus
Ranunculus hebecarpus är en ranunkelväxtart som beskrevs av William Jackson Hooker och Arn.. Ranunculus hebecarpus ingår i släktet ranunkler, och familjen ranunkelväxter. Inga underarter finns listade i Catalogue of Life.